# 正坊地隆美
正坊地 隆美（しょうぼうじ たかみ、1910年12月9日 - 2004年12月10日）は、日本の実業家。日本コロムビア元代表取締役社長。最大で64億円の累積赤字を出し、1970年前後に経営危機にあったレコード界の名門・日本コロムビアに日立製作所から送り込まれ、経営立て直しに成功させた。また日本レコード協会会長を二度にわたり務めた。

## 経歴
広島県高田郡白木町（現・広島市安佐北区）出身。白木小学校を経て、広島県立職工学校（広島県立広島工業高等学校）電気工学科を卒業後、日立製作所に入社。1960年代後半の日本コロムビアは、神崎丈二社長以下経営陣が内紛を繰り返し、バックアップしていた野村證券の奥村綱雄相談役（当時）と横田郁日本勧業銀行頭取（当時）は、たまりかねて日立製作所の駒井健一郎社長（当時）に駆け込み、1969年5月、日立製作所の西清専務が日本コロムビアに会長として送り込まれ、続いて1970年5月、正坊地が副社長として送り込まれた。正坊地は当時、台湾日立電視工業社長として日立の台湾工場を建設中で、駒井社長から「帰って来い」と言われ、日本に戻ったら駒井から「君はコロムビアに行け」と言われ、「次は南米のコロンビア工場建設ですか?」と思い聞き返した。実際は正坊地一人で日本コロムビアに行く予定だったが、台湾での仕事がすぐに終わらず、先に西が日本コロムビアに行った。伝統ある日本コロムビアも当時は隠れた傷が随所に出てきて泥沼状態で、資本金の二倍に達する累積赤字を抱えて浮沈の瀬戸際。前任社長の神崎丈二は、慶応義塾の財務理事で名を馳せていたが、事業は初めて。また会長の長沼弘毅は元大蔵次官だが、コロムビアが藤山愛一郎傘下の時に天下った人で、経営は素人同然で、これが日本コロムビア転落の原因といわれた。架空の売り上げや過剰在庫などを長沼たちは把握していなかった。
1970年11月社長に昇格すると同社再建にメスを振るう。子会社の大和通信工業で作っていた電卓からは真っ先に撤退し、更にブラウン管や白黒テレビ生産から手を引くなど、不採算部門を切り捨て、減資を実施し、特に鬼となって過剰人員を整理し、子会社を含めて1万1,600人いた従業員を5,000人まで減らした。社長在任時にリリースしたぴんからトリオの「女のみち」が、1973年10月時点でシングル300万枚超え、LP、テープを合わせて30億円を売り上げるメガヒットとなった。「女のみち」は会社のほとんどの者が「絶対売れない」と決めつけていた。「女のみち」の大ヒットの勢いに、ビリー・バンバン「さよならをするために」や、青い三角定規「太陽がくれた季節」、ちあきなおみ「喝采」、GARO「学生街の喫茶店」等、次々と大ヒット曲が出て、最大で64億円の累積赤字があった同社を1972年3月期で13億4,000万の大幅黒字に転換させた。「喝采」は1972年の『第14回日本レコード大賞』を獲らすべく、10万枚を余分にリリースし、営業に猛烈に尻を叩いた。当時は大ヒット曲の続出で、袋づめが間に合わず、日本コロムビアの川崎工場に管理職30人を派遣させて、1日3時間の袋づめを手伝わせた。「女のみち」は1日で105万枚プレスした日があったという。都はるみ「北の宿から」などの大ヒットも続き、1977年に4年半ぶりに復配に持ち込んだ。1979年にはゴダイゴの大ヒットで、経常利益が約47億円と前年のほぼ倍になった。1981年に勲三等旭日中綬章を受章。1995年1月に自身と同学で、当時84歳だった進藤貞和三菱電機相談役に勧めて、CD『歌えば青春』をリリースさせ、「最も遅い歌手デビュー」と話題を呼んだ。
会長、相談役を歴任し、亡くなるまで名誉相談役として日本コロムビアに在籍した。また2度にわたって日本レコード協会会長を務めた。利害調整の難しいレコード協会会長在任時は、レコード不況や、フォーライフの騒動等、問題が山積し、それらの対応に追われた。中でも大きな騒動になったのが裁判沙汰にまでなった1980年代の貸しレコード問題。1980年代にLPレコードを市販の一割前後の値段でコピーできる貸しレコード店の急成長で、レコード業界は存亡の危機に立たされた。正坊地はその責任者として、当時のレンタルレコード店大手4社に対して裁判を起こした。「コピー文化隆盛のこの時代にそんな訴訟ムリという意見もあるでしょうが、それは著作権法を無視した議論。営利目的でレコードを貸すのは著作権法違反の複製行為に当たるわけで、けしからん。このままでは音楽、文化産業の基盤が揺らぐ」「知恵にお金を払うのは当然。勝手にダビング（複製）されて知恵に対するお金が回収できないなんて許しがたい。われわれの権利をちゃんと評価してほしい」などと吼えた。
2004年12月10日、急性心筋梗塞のため死去。